# Juan Enrique, Margrave de Moravia
Juan Enrique de Luxemburgo (12 de febrero de 1322-12 de noviembre de 1375) , era miembro de la Casa de Luxemburgo, Conde del Tirol de 1335 a 1341 y Margrave de Moravia desde 1349 hasta su muerte.

## Biografía
Henry nació en Mělník, tercer hijo del rey Juan I de Bohemia (1296-1346) y su consorte, la princesa de Premislidas Isabel I de Bohemia (1292-1330). Era el hermano menor del emperador Carlos IV. En el momento de su nacimiento, el matrimonio de sus padres ya estaba roto; Su madre huyó a la corte bávara del duque Enrique XIV de Wittelsbach, marido de su hija Margarita, y Juan Enrique fue criado en Cham, Alto Palatinado.
Durante el ascenso del emperador de Wittelsbach Luis IV, el rey Juan había intentado reconciliarse con su antiguo rival Enrique de Gorizia-Tirol, duque de Carintia y Conde de Tirol, a quien había depuesto como rey de Bohemia en 1310. En 1327, su hijo Juan Enrique y la hija de Enrique, la condesa Margarita de Tirol (Margarethe Maultasch), fueron prometidos. Como Enrique no tenía herederos varones, el rey Juan esperaba una considerable ampliación de las tierras luxemburguesas y el control sobre los pasos de montaña tiroleses a Italia. Juan Enrique y Margarita se casaron el 16 de septiembre de 1330 en Innsbruck. Sin embargo, el emperador Luis IV ese mismo año prometió en secreto el ducado de Carintia, incluyendo la Marca de Carniola y grandes partes del Tirol a los duques de los Habsburgo Alberto II y Otto.
De este modo, después de la muerte de Enrique de Gorizia-Tirol el 2 de abril de 1335, el emperador Luis IV entregó a los duques austriacos Carintia y el Tirol meridional, incluyendo el señorío de los obispados de Trento y Brixen, herederos por parte de su madre Isabel de Gorizia, hermana del difunto Enrique. El Rey Juan el Ciego se sintió privado, puso fin a sus peleas con el rey polaco Casimiro III y luchó por el ducado austríaco. Se firmó la paz en la ciudad de Enns el 9 de octubre de 1336, cuando Juan el Ciego renunció a Carintia, mientras que Margarita y Juan Enrique pudieron heredar los estados tiroleses.
Carlos IV actuó como regente de su hermano de 14 años, Juan Enrique, y pronto entró en conflicto con la nobleza tirolesa. Además, Juan Enrique y su esposa, supuestamente fea, habían desarrollado una fuerte aversión el uno al otro. Margarita finalmente tomó la iniciativa de la insurrección contra su marido, cuando ella le impidió el acceso al Castillo Tirol el 1 de noviembre de 1341. John Henry huyó al Estado patriarcal de Aquilea, mientras que su esposa afirmaba que su matrimonio nunca había sido consumado. Margarita fue apoyada por el emperador Luis IV, ya que tenía planes para asegurar la herencia tirolesa para la casa de Wittelsbach. De su parte estaban los eruditos Marsilio de Padua y Guillermo de Ockham dando su opinión sobre que el matrimonio no fue válido. En 1342, Margarita dio su herencia de Tirol a su próximo marido, el hijo mayor del Emperador, el Margrave Luis de Brandenburgo.

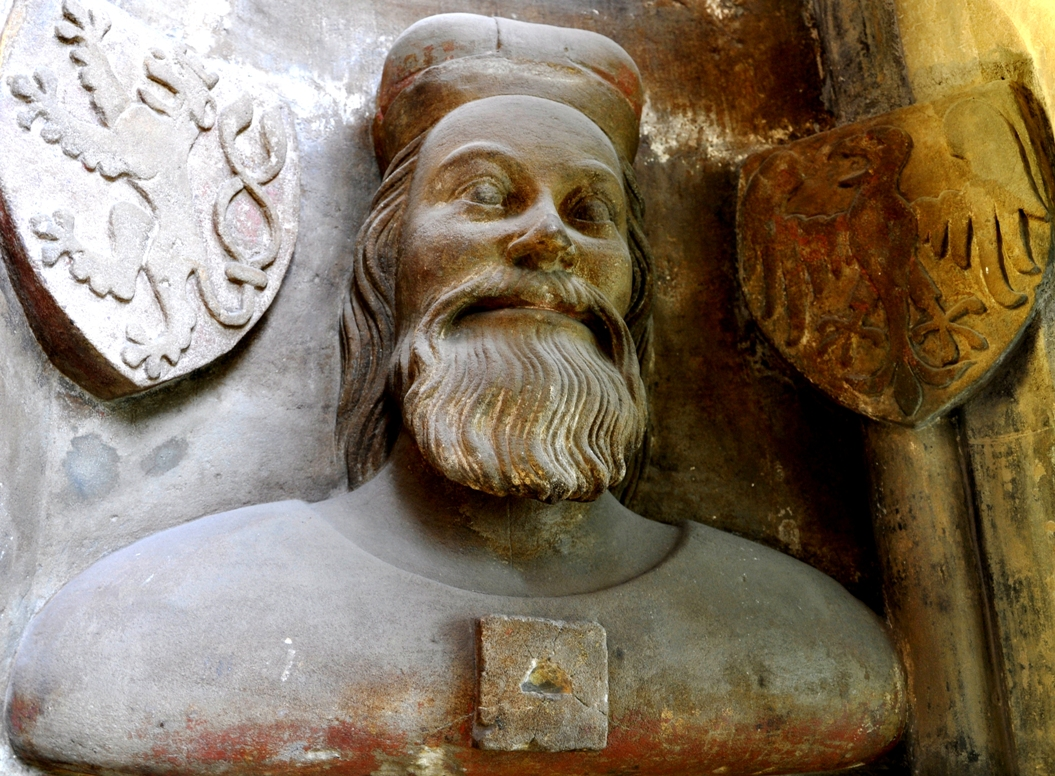
Busto de Juan Enrique, catedral de San Vito, Praga.

Humillado, Juan Enrique volvió a Bohemia. El furioso rey Juan se alió con el papa Clemente VI, que proscribió tanto a Luis como a Margarita; No obstante, se puso fin al dominio luxemburgués sobre el Tirol. En 1346 el rey Bohemio murió en la batalla de Crécy y fue sucedido por su hijo mayor Carlos IV.
Después de que el matrimonio de Juan Enrique terminó en divorcio según el derecho canónico en 1349, se casó con Margarita de Opava, hija del Duque Nicolás II y Carlos IV le dio el bohemio Margraviato de Moravia como Infantazgo. A su vez, Juan Enrique tuvo que renunciar a todos los derechos al trono de Bohemia. En su segundo matrimonio tuvo varios hijos, pero ninguno de los cuales dejó hijos supervivientes, así que la línea de Juan Henry terminó en 1411. El mayor fue el  Margrave Jobst de Moravia, el Elector de Brandenburgo a partir de 1388, que en 1410 fue elegido Rey de Romanos, pero permaneció en realidad un rey rival.
Después de la muerte de Margarita de Opava en 1363, Juan Enrique se casó con Margarita de Austria, hija del duque Alberto II y viuda del hijo de Margarita Maultasch de su matrimonio con Luis de Wittelsbach, conde Meinhard III del Tirol.
Fue enterrado en la Abadía de San Tomás, en Brno.

## Genealogía
| Enrique VII 12 de julio de 1275(6) – 24 de agosto de 1313 | Enrique VII 12 de julio de 1275(6) – 24 de agosto de 1313 |                                                               |                                                               | Margarita de Brabante 4 de octubre de 1276 – 14 de diciembre de 1311 | Margarita de Brabante 4 de octubre de 1276 – 14 de diciembre de 1311 |  |  | Wenceslao II 27 de septiembre de 1271 – 21 de junio de 1305 | Wenceslao II 27 de septiembre de 1271 – 21 de junio de 1305 |                                                                    |                                                                    | Judith de Habsburgo 13 de marzo de 1271 – 18 de junio de 1297 | Judith de Habsburgo 13 de marzo de 1271 – 18 de junio de 1297 |
|                                                           |                                                           |                                                               |                                                               |                                                                      |                                                                      |  |  |                                                             |                                                             |                                                                    |                                                                    |                                                               |                                                               |
|                                                           |                                                           |                                                               |                                                               |                                                                      |                                                                      |  |  |                                                             |                                                             |                                                                    |                                                                    |                                                               |                                                               |
|                                                           |                                                           | Juan I de Bohemia 10 de agosto de 1296 – 26 de agosto de 1346 | Juan I de Bohemia 10 de agosto de 1296 – 26 de agosto de 1346 |                                                                      |                                                                      |  |  |                                                             |                                                             | Isabel I de Bohemia 20 de enero de 1292 – 28 de septiembre de 1330 | Isabel I de Bohemia 20 de enero de 1292 – 28 de septiembre de 1330 |                                                               |                                                               |
|                                                           |                                                           |                                                               |                                                               |                                                                      |                                                                      |  |  |                                                             |                                                             |                                                                    |                                                                    |                                                               |                                                               |
|                                                           |                                                           |                                                               |                                                               |                                                                      |                                                                      |  |  |                                                             |                                                             |                                                                    |                                                                    |                                                               |                                                               |
|                                                           |                                                           |                                                               |                                                               |                                                                      |                                                                      |  |  |                                                             |                                                             |                                                                    |                                                                    |                                                               |                                                               |

| 1 Margarita, condesa de Tirol 1318 – 3 de octubre de 1369 OO 16 de septiembre de 1330, div.1342 | 1 Margarita, condesa de Tirol 1318 – 3 de octubre de 1369 OO 16 de septiembre de 1330, div.1342 | 2 Margarita de Opava 26 de septiembre de 1329 – 1363 OO Marzo 1350 | 2 Margarita de Opava 26 de septiembre de 1329 – 1363 OO Marzo 1350 | Juan Enrique 12. Febrero 1322 – 12. Noviembre 1375                | Juan Enrique 12. Febrero 1322 – 12. Noviembre 1375                | 3 Margarita de Austria 1346 – 14. Enero 1366 OO 26: Febrero 1364 | 3 Margarita de Austria 1346 – 14. Enero 1366 OO 26: Febrero 1364 | 4 Isabel de Oettingen OO c. 1366 | 4 Isabel de Oettingen OO c. 1366 |                                                                                              |                                                                                              |                                                                                 |                                                                                 |  |
|                                                                                                 |                                                                                                 |                                                                    |                                                                    |                                                                   |                                                                   |                                                                  |                                                                  |                                  |                                  |                                                                                              |                                                                                              |                                                                                 |                                                                                 |  |
|                                                                                                 | 1                                                                                               |                                                                    | 2/1                                                                |                                                                   | 2/2                                                               |                                                                  | 2/3                                                              |                                  | 2/4                              |                                                                                              | 2/5                                                                                          |                                                                                 | 2/6                                                                             |  |
| 0 – Sin hijos                                                                                   | 0 – Sin hijos                                                                                   | Catalina de Moravia Duquesa de Falkenberg 1353–1378                | Catalina de Moravia Duquesa de Falkenberg 1353–1378                | Jobst de Moravia Rey de Romanos Octubre de 1354–18. Enero de 1411 | Jobst de Moravia Rey de Romanos Octubre de 1354–18. Enero de 1411 | Isabel de Moravia Marchesa de Meissen 1355–20. Noviembre de 1400 | Isabel de Moravia Marchesa de Meissen 1355–20. Noviembre de 1400 | Ana de Moravia 1356–98           | Ana de Moravia 1356–98           | Juan Sobieslao de Luxemburgo Patriarcado de Aquilea Octubre de 1357– 12 de noviembre de 1394 | Juan Sobieslao de Luxemburgo Patriarcado de Aquilea Octubre de 1357– 12 de noviembre de 1394 | Prokop de Moravia younger (titular) Margrave de Moravia 1358–septiembre de 1403 | Prokop de Moravia younger (titular) Margrave de Moravia 1358–septiembre de 1403 |  |
|                                                                                                 | 3                                                                                               |                                                                    | 4                                                                  |                                                                   |                                                                   |                                                                  |                                                                  |                                  |                                  |                                                                                              |                                                                                              |                                                                                 |                                                                                 |  |
| 0 – Sin hijos                                                                                   | 0 – Sin hijos                                                                                   | 0 – Sin hijos                                                      | 0 – Sin hijos                                                      |                                                                   |                                                                   |                                                                  |                                                                  |                                  |                                  |                                                                                              |                                                                                              |                                                                                 |                                                                                 |  |

## Ancestros
|  |                                                   |  |  |  |  |  |  |  |  |  |  |  |  |  |  |  |
|  | 16. Enrique V de Luxemburgo                       |  |  |  |  |  |  |  |  |  |  |  |  |  |  |  |
|  |                                                   |  |  |  |  |  |  |  |  |  |  |  |  |  |  |  |
|  |                                                   |  |  |  |  |  |  |  |  |  |  |  |  |  |  |  |
|  | 8. Enrique VI de Luxemburgo                       |  |  |  |  |  |  |  |  |  |  |  |  |  |  |  |
|  |                                                   |  |  |  |  |  |  |  |  |  |  |  |  |  |  |  |
|  |                                                   |  |  |  |  |  |  |  |  |  |  |  |  |  |  |  |
|  | 17. Margarita de Bar                              |  |  |  |  |  |  |  |  |  |  |  |  |  |  |  |
|  |                                                   |  |  |  |  |  |  |  |  |  |  |  |  |  |  |  |
|  |                                                   |  |  |  |  |  |  |  |  |  |  |  |  |  |  |  |
|  | 4. Enrique VII del Sacro Imperio Romano Germánico |  |  |  |  |  |  |  |  |  |  |  |  |  |  |  |
|  |                                                   |  |  |  |  |  |  |  |  |  |  |  |  |  |  |  |
|  |                                                   |  |  |  |  |  |  |  |  |  |  |  |  |  |  |  |
|  | 18. Balduino de Avesnes                           |  |  |  |  |  |  |  |  |  |  |  |  |  |  |  |
|  |                                                   |  |  |  |  |  |  |  |  |  |  |  |  |  |  |  |
|  |                                                   |  |  |  |  |  |  |  |  |  |  |  |  |  |  |  |
|  | 9. Beatriz de Avesnes                             |  |  |  |  |  |  |  |  |  |  |  |  |  |  |  |
|  |                                                   |  |  |  |  |  |  |  |  |  |  |  |  |  |  |  |
|  |                                                   |  |  |  |  |  |  |  |  |  |  |  |  |  |  |  |
|  | 19. Felicite de Coucy                             |  |  |  |  |  |  |  |  |  |  |  |  |  |  |  |
|  |                                                   |  |  |  |  |  |  |  |  |  |  |  |  |  |  |  |
|  |                                                   |  |  |  |  |  |  |  |  |  |  |  |  |  |  |  |
|  | 2. Juan I de Bohemia                              |  |  |  |  |  |  |  |  |  |  |  |  |  |  |  |
|  |                                                   |  |  |  |  |  |  |  |  |  |  |  |  |  |  |  |
|  |                                                   |  |  |  |  |  |  |  |  |  |  |  |  |  |  |  |
|  | 20. Enrique III de Brabante                       |  |  |  |  |  |  |  |  |  |  |  |  |  |  |  |
|  |                                                   |  |  |  |  |  |  |  |  |  |  |  |  |  |  |  |
|  |                                                   |  |  |  |  |  |  |  |  |  |  |  |  |  |  |  |
|  | 10. Juan I de Brabante                            |  |  |  |  |  |  |  |  |  |  |  |  |  |  |  |
|  |                                                   |  |  |  |  |  |  |  |  |  |  |  |  |  |  |  |
|  |                                                   |  |  |  |  |  |  |  |  |  |  |  |  |  |  |  |
|  | 21. Adelaida de Borgoña                           |  |  |  |  |  |  |  |  |  |  |  |  |  |  |  |
|  |                                                   |  |  |  |  |  |  |  |  |  |  |  |  |  |  |  |
|  |                                                   |  |  |  |  |  |  |  |  |  |  |  |  |  |  |  |
|  | 5. Margarita de Brabante                          |  |  |  |  |  |  |  |  |  |  |  |  |  |  |  |
|  |                                                   |  |  |  |  |  |  |  |  |  |  |  |  |  |  |  |
|  |                                                   |  |  |  |  |  |  |  |  |  |  |  |  |  |  |  |
|  | 22. Guido de Flandes                              |  |  |  |  |  |  |  |  |  |  |  |  |  |  |  |
|  |                                                   |  |  |  |  |  |  |  |  |  |  |  |  |  |  |  |
|  |                                                   |  |  |  |  |  |  |  |  |  |  |  |  |  |  |  |
|  | 11. Margarita de Flandes                          |  |  |  |  |  |  |  |  |  |  |  |  |  |  |  |
|  |                                                   |  |  |  |  |  |  |  |  |  |  |  |  |  |  |  |
|  |                                                   |  |  |  |  |  |  |  |  |  |  |  |  |  |  |  |
|  | 23. Matilde de Bethune                            |  |  |  |  |  |  |  |  |  |  |  |  |  |  |  |
|  |                                                   |  |  |  |  |  |  |  |  |  |  |  |  |  |  |  |
|  |                                                   |  |  |  |  |  |  |  |  |  |  |  |  |  |  |  |
|  | 1. Juan Enrique, Margrave de Moravia              |  |  |  |  |  |  |  |  |  |  |  |  |  |  |  |
|  |                                                   |  |  |  |  |  |  |  |  |  |  |  |  |  |  |  |
|  |                                                   |  |  |  |  |  |  |  |  |  |  |  |  |  |  |  |
|  | 24. Wenceslao I de Bohemia                        |  |  |  |  |  |  |  |  |  |  |  |  |  |  |  |
|  |                                                   |  |  |  |  |  |  |  |  |  |  |  |  |  |  |  |
|  |                                                   |  |  |  |  |  |  |  |  |  |  |  |  |  |  |  |
|  | 12. Otakar II de Bohemia                          |  |  |  |  |  |  |  |  |  |  |  |  |  |  |  |
|  |                                                   |  |  |  |  |  |  |  |  |  |  |  |  |  |  |  |
|  |                                                   |  |  |  |  |  |  |  |  |  |  |  |  |  |  |  |
|  | 25. Cunegunda de Suabia                           |  |  |  |  |  |  |  |  |  |  |  |  |  |  |  |
|  |                                                   |  |  |  |  |  |  |  |  |  |  |  |  |  |  |  |
|  |                                                   |  |  |  |  |  |  |  |  |  |  |  |  |  |  |  |
|  | 6. Wenceslao II de Bohemia                        |  |  |  |  |  |  |  |  |  |  |  |  |  |  |  |
|  |                                                   |  |  |  |  |  |  |  |  |  |  |  |  |  |  |  |
|  |                                                   |  |  |  |  |  |  |  |  |  |  |  |  |  |  |  |
|  | 26. Rostislav Mijaílovich                         |  |  |  |  |  |  |  |  |  |  |  |  |  |  |  |
|  |                                                   |  |  |  |  |  |  |  |  |  |  |  |  |  |  |  |
|  |                                                   |  |  |  |  |  |  |  |  |  |  |  |  |  |  |  |
|  | 13. Cunegunda de Eslavonia                        |  |  |  |  |  |  |  |  |  |  |  |  |  |  |  |
|  |                                                   |  |  |  |  |  |  |  |  |  |  |  |  |  |  |  |
|  |                                                   |  |  |  |  |  |  |  |  |  |  |  |  |  |  |  |
|  | 27. Ana de Hungría                                |  |  |  |  |  |  |  |  |  |  |  |  |  |  |  |
|  |                                                   |  |  |  |  |  |  |  |  |  |  |  |  |  |  |  |
|  |                                                   |  |  |  |  |  |  |  |  |  |  |  |  |  |  |  |
|  | 3. Isabel I de Bohemia                            |  |  |  |  |  |  |  |  |  |  |  |  |  |  |  |
|  |                                                   |  |  |  |  |  |  |  |  |  |  |  |  |  |  |  |
|  |                                                   |  |  |  |  |  |  |  |  |  |  |  |  |  |  |  |
|  | 28. Alberto IV, conde de Habsburgo                |  |  |  |  |  |  |  |  |  |  |  |  |  |  |  |
|  |                                                   |  |  |  |  |  |  |  |  |  |  |  |  |  |  |  |
|  |                                                   |  |  |  |  |  |  |  |  |  |  |  |  |  |  |  |
|  | 14. Rodolfo I de Habsburgo                        |  |  |  |  |  |  |  |  |  |  |  |  |  |  |  |
|  |                                                   |  |  |  |  |  |  |  |  |  |  |  |  |  |  |  |
|  |                                                   |  |  |  |  |  |  |  |  |  |  |  |  |  |  |  |
|  | 29. Heilwig de Kiburg                             |  |  |  |  |  |  |  |  |  |  |  |  |  |  |  |
|  |                                                   |  |  |  |  |  |  |  |  |  |  |  |  |  |  |  |
|  |                                                   |  |  |  |  |  |  |  |  |  |  |  |  |  |  |  |
|  | 7. Judith de Habsburgo                            |  |  |  |  |  |  |  |  |  |  |  |  |  |  |  |
|  |                                                   |  |  |  |  |  |  |  |  |  |  |  |  |  |  |  |
|  |                                                   |  |  |  |  |  |  |  |  |  |  |  |  |  |  |  |
|  | 30. Burchard III de Hohenberg                     |  |  |  |  |  |  |  |  |  |  |  |  |  |  |  |
|  |                                                   |  |  |  |  |  |  |  |  |  |  |  |  |  |  |  |
|  |                                                   |  |  |  |  |  |  |  |  |  |  |  |  |  |  |  |
|  | 15. Gertrudis de Hohenberg                        |  |  |  |  |  |  |  |  |  |  |  |  |  |  |  |
|  |                                                   |  |  |  |  |  |  |  |  |  |  |  |  |  |  |  |
|  |                                                   |  |  |  |  |  |  |  |  |  |  |  |  |  |  |  |
|  | 31. Mechtild de Tübinga                           |  |  |  |  |  |  |  |  |  |  |  |  |  |  |  |
|  |                                                   |  |  |  |  |  |  |  |  |  |  |  |  |  |  |  |
|  |                                                   |  |  |  |  |  |  |  |  |  |  |  |  |  |  |  |